# Хлистов Микола Павлович
Микола Павлович Хлистов (рос. Николай Павлович Хлыстов; нар. 10 листопада 1932, Вяжневка, Пітелинський район, Рязанська область, СРСР — пом. 14 лютого 1999, Москва, Росія) — радянський хокеїст, лівий нападник.

## Клубна кар'єра
З 1950 по 1961 рік виступав за команду «Крила Рад» (Москва). Більшість часу грав у одній ланці з Олексієм Гуришевим та Михайлом Бичковим. Це атакувальне тріо, у 50-х роках, шість разів було найрезультативнішим у лізі. Чемпіон СРСР 1957 року. Тричі здобував срібні нагороди та чотири рази — бронзові. Всього у чемпіонатах СРСР провів 250 матчів (150 голів). Володар кубка СРСР 1951, фіналіст — 1952, 1954. Найвлучніший гравець 1954 року — 9 закинутих шайб. Всього у кубку СРСР забив 15 голів.

## Виступи у збірній
У складі національної збірної здобув золоту нагороду на Олімпійських іграх 1956 у Кортіна-д'Ампеццо.
Чемпіон світу 1954, 1956; другий призер 1955, 1957, 1958. На чемпіонатах Європи — чотири золоті (1954–1956, 1958) та одна срібна нагорода (1957). На чемпіонатах світу та Олімпійських іграх провів 35 матчів (6 закинутих шайб), а всього у складі збірної СРСР — 81 матч (18 голів).

## Нагороди та досягнення
Заслужений майстер спорту СРСР (1954). У 1957 році був нагороджений орденом «Знак Пошани», 1996 — медаллю ордена «За заслуги перед Вітчизною» II ступеня.
| Нагороди         | Команда              | Кіл. | Роки                   |
| ---------------- | -------------------- | ---- | ---------------------- |
| Олімпійські ігри |                      |      |                        |
| Золото           | СРСР                 | 1    | 1956                   |
| Чемпіонат світу  |                      |      |                        |
| Золото           | СРСР                 | 2    | 1954, 1956             |
| Срібло           | СРСР                 | 3    | 1955, 1957, 1958       |
| Чемпіонат Європи |                      |      |                        |
| Золото           | СРСР                 | 4    | 1954, 1955, 1956, 1958 |
| Срібло           | СРСР                 | 1    | 1957                   |
| Чемпіонат СРСР   |                      |      |                        |
| Золото           | «Крила Рад» (Москва) | 1    | 1957                   |
| Срібло           | «Крила Рад» (Москва) | 3    | 1955, 1956, 1958       |
| Бронза           | «Крила Рад» (Москва) | 4    | 1951, 1954, 1959, 1960 |
| Кубок СРСР       |                      |      |                        |
| Володар          | «Крила Рад» (Москва) | 1    | 1951                   |
| Фіналіст         | «Крила Рад» (Москва) | 2    | 19552, 1954            |